# Bitches Get Everything
«Bitches Get Everything»[ISBN відсутній] — п'ята книга української письменниці Ірени Карпи, видана у 2006 році харківським «Клубом сімейного дозвілля».

## Сюжет
Відверта історія розкутого життя молодої кінорежисерки Тріші Торнберг, яка знімає провокативне кіно. У вільний час Тріша розважається в колі друзів, і розваги їхні з погляду пересічного громадянина досить нестандартні, навіть скандальні, її черговий фільм забороняє цензура, однак відбуваються підпільні покази, і картина Тріші здобуває премію престижного Венеційського кінофестивалю. Під час вручення кінопремії на неї чинить замах маніяк. Із жахом Тріша розуміє, що це — один з її колишніх коханців…